# 耿庭栢
耿庭栢（1572年—1623年），字惟芳，號華平，山東濟南府新城縣人，明朝政治人物。

## 生平
萬曆十六年（1588年）戊子科山東鄉試第二名舉人。萬曆二十年（1592年），登壬辰科第三甲第四十八名進士。刑部觀政，謁選，授浙江山陰縣知縣，三年考績上等，二十四年丁父憂歸。二十七年己亥服阕，補河南光山知县。未幾，擢兵部职方司主事，二十九年改吏部主事，歷验封司郎中，三十四年七月调考功司，三十五年分校丁未科会试，擢取周朝瑞、袁化中等人，二月轉文选司郎中，七月升太常寺少卿、提督四夷馆，奉差出使，三十七年六月被論劾，遂請告歸乡。
泰昌改元（1620年），起南京太常寺少卿，天啓二年（1622年）正月调北少卿，七月升太仆寺卿管京营少卿事，十一月升都察院右佥都御史、巡抚浙江，天启三年闰十月卒于任，贈太子少保兵部右侍郎，五年二月賜祭葬。

## 家族
曾祖耿溫，乡耆；祖父耿錞，曾任霸州學正，封禮部主事；父耿鳴世，戊辰進士，曾任陝西布政司參議。